# Hugo De Greef
Hugo De Greef  (Vlezenbeek, 28 maart 1953) is een Vlaams cultuurmanager en gewezen theaterdirecteur.
De Greef volgde een opleiding acteren en regie in de jaren 70 en begon te werken als losse medewerker bij de Beursschouwburg in Brussel. In 1976 stond hij samen met Josse De Pauw, Dirk Pauwels, Pat Van Hemelrijck, Eric De Volder aan de wieg van de theatergroep Radeis. De Greef stond ook aan de basis van Schaamte vzw, een kunstenaarscollectief dat kunstenaars uit Brussel en de Brusselse Rand zoals Anne Teresa De Keersmaeker en Jan Lauwers internationaal lanceerde. In 1977 ontstond uit dit collectief het huidige Kaaitheater waar De Greef directeur en programmator werd (en bleef tot 1997). De groep Radeis reisde de wereld af met een aantal erg succesvolle woordeloze producties en ontbond zichzelf in 1984. Zo werd de weg geopend voor het Vlaams theater en podiumkunsten op internationale podia. Het Kaaitheater was ontstaan als festival, waarop hij bijzonder internationaal werk presenteerde om makers hier tot nieuwe wegen te inspireren. Het was de pioniersperiode waarin ook dans werd in het theater geïntroduceerd, en die zou het pad effenen voor de Vlaamse Golf. De Greef produceerde dansopvoeringen van onder andere Anne Teresa De Keersmaeker en Michèle Anne De Mey (Rosas), Jan Fabre, Jan Lauwers en de Needcompany.
Eind jaren 90 werd De Greef een allround cultureel ondernemer. Zo was hij betrokken bij organisatie van de Vlaamse kunstenpresentatie tijdens de Expo '98 in Lissabon, artistiek consulent van Festival van Vlaanderen in 1999, initiator voor het New Europe festival in New York in oktober 1999 en lid van de adviesraad voor het Theaterformen festival voor de Expo 2000 in Hannover. In 2000 werkte De Greef kortstondig als artistiek directeur van Brussel Culturele hoofdstad van Europa. Van 1999 tot 2002 was hij algemeen directeur van Brugge Culturele hoofdstad van Europa in 2002. Hij werkte op het kabinet van Vlaams Cultuurminister Bert Anciaux en adviseerde ook andere cultuurministers in Vlaanderen, onder andere voor het internationale beleid.
In 2005 werd De Greef voorzitter van P.A.R.T.S., de internationale dansschool van Anne Teresa De Keersmaeker. Tussen 2007 en 2010 was hij algemeen directeur en artistiek leider van bicommunautair cultuurhuis Flagey in Brussel. Tussen 2013 en 2014 werd hij aangesteld als overgangsprojectmanager voor het multicultureel huis Daarkom in Brussel. In 2013 stichtte hij “de School van Gaasbeek” (waar de vzw Schaamte en Radeis werden geboren) en bouwde het uit tot een centrum voor creatie en residentie voor kunstenaars. In 2007 was hij betrokken bij de opstart van WIELS, een centrum voor hedendaagse kunst op de site Wielemans-Ceuppens. In 2017 gaf hij het Herman Teirlinckhuis in Beersel een nieuwe culturele bestemming. In 2014 werd hij voorzitter van literatuurhuis Passa Porta.
Hugo De Greef is ook medeoprichter van het Vlaams theatermagazine ETCETERA (1982), de internationale publicatie THEATERSCHRIFT, en het FilosofieFestival (2006-2012).

## Internationaal
Hugo De Greef is medeoprichter van de Informal European Theatre Meeting (IETM) en bestuurder van A Soul for Europe en sinds 2009 van het 'European House for Culture'. Tussen 2004 en 2008 was hij secretaris generaal van de European Festival Association. Hij is medestichter en bestuurder van The Festival Academy en coördinator en mentor van het Atelier for Young Festival Managers. Sinds 2013 is hij codirecteur van de internationale kunstenorganisatie Europe for Festivals / Festivals for Europe (EFFE), opgericht in de schoot van EFA.

## Onderscheidingen
Begin 2020 werd hij door de Franse Republiek vereerd met het ereteken van Chevalier dans l'Ordre des Arts et des Lettres, wegens artistieke verdiensten.
Op 9 november 2024 werd Hugo De Greef door Marnixring Land van Gaasbeek gelauwerd met de Erepenning Marnixring.